# Јужни рт
Јужни рт (енгл. South Point) је најјужнија тачка континенталног дела Аустралије. Налази се на 39°08′ јгш и 146°22′ игд.

## Географија
Смештен је на полуострву Вилсонз Промонтори, на југу аустралијске савезне државе Викторија. Налази се на обали Басовог пролаза. Ова област је прекривена муљевитим и мочварним тлом, као и врло атрактивним плажама. Рт је део Националног парка Вилсонз Промонтори.